# Animositisomina
Albums de Ministry
Sphinctour
(2002) Houses of the Molé
(2004)
Animositisomina est le huitième album du groupe Ministry.

## Titres
1. Animosity - 4:36
2. Unsung - 3:12
3. Piss - 5:10
4. Lockbox - 4:45
5. Broken - 4:52
6. The Light Pours Out of Me - 4:37
7. Shove - 5:53
8. Impossible - 7:43
9. Stolen - 4:08
10. Leper - 9:06

The Light Pours Out of Me est une reprise de la chanson de Magazine, sur leur album Real Life sorti en 1978.